# Magnoliidae
Las magnólidas (taxón Magnoliidae) son un grupo de plantas mesangiospermas. Su definición es variable dependiendo de los autores, suele ubicarse en la categoría de subclase, que en sistemas de clasificación antiguos como el de Cronquist pertenecía a la clase Magnoliopsida, de la división Magnoliophyta (las angiospermas). 
El análisis moderno filogenético molecular determinó que entre las angiospermas basales (paleodicotiledóneas = que no son monocotiledóneas ni eudicotas) el clado más importante lo constituyen el redefinido grupo de las magnólidas.

## Clasificación filogenética moderna

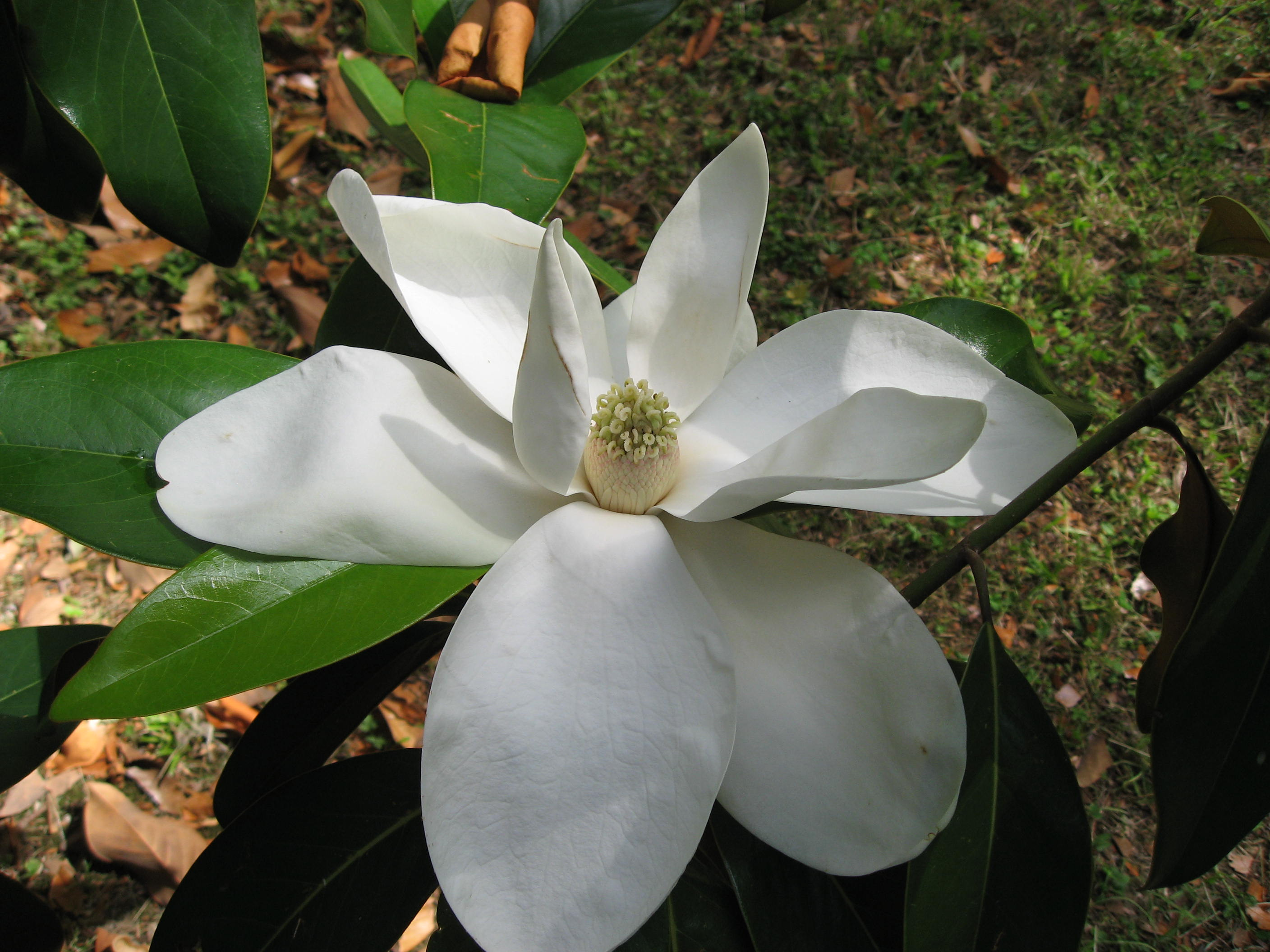
Magnolia grandiflora

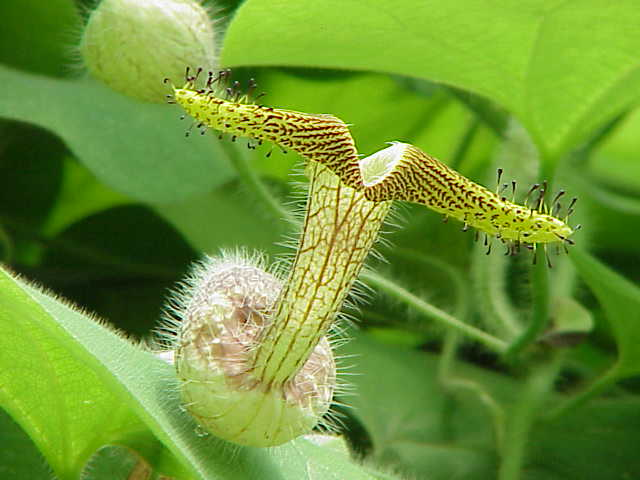
Aristolochia eriantha (Piperales)

En los sistemas de clasificación modernos como el APG, APG II y APW este taxón se sigue utilizando pero con una diferente circunscripción (esto es, de qué subtaxones está compuesto) y no está dentro de las eudicotiledóneas, aunque sí está dentro de las mesangiospermas. 
En los sistemas de clasificación modernos, esta subclase consta de 4 órdenes monofiléticos y constituye un clado hermano de las clorantáceas: 
|  | Magnoliales |
|  |             |
|  | Laurales    |
|  |             |

|  | Canellales |
|  |            |
|  | Piperales  |
|  |            |

|  | Magnoliales |
|  |             |
|  | Laurales    |
|  |             |

|  | Canellales |
|  |            |
|  | Piperales  |
|  |            |

|  | Magnoliales |
|  |             |
|  | Laurales    |
|  |             |

|  | Canellales |
|  |            |
|  | Piperales  |
|  |            |

|  | Magnoliales |
|  |             |
|  | Laurales    |
|  |             |

|  | Canellales |
|  |            |
|  | Piperales  |
|  |            |

## MagnoliidaesensuTakhtajan / Cronquist

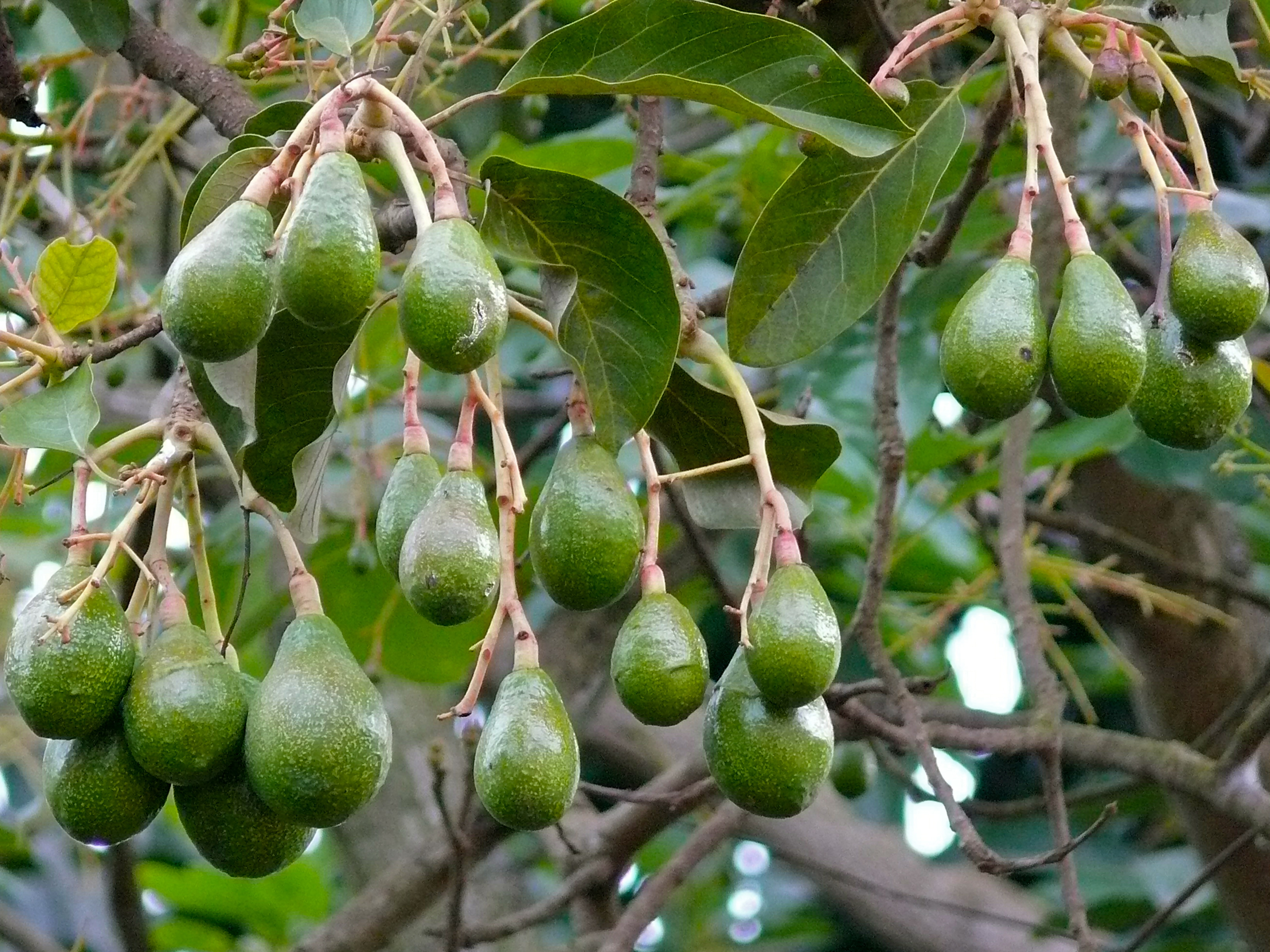
Árbol de palta (Lauraceae)

En el antiguo sistema de Cronquist comprende 8 órdenes y 43 familias.
- Orden Magnoliales

Magnoliáceas (familia Magnoliaceae).
Annoniáceas (familia Annonaceae).
Caneláceas (familia Canellaceae).
Miristicáceas (familia Myristicaceae).
Winteráceas (familia Winteraceae).
- Orden Nymphaeales

Ninfeáceas (familia Nymphaeaceae).
Nelumbonáceas (familia Nelumbonaceae).
- Orden Laurales,
- Orden Piperales,
- Orden Aristolochiales,
- Orden Illiciales,
- Orden Ranunculales,
- Orden Papaverales

## MagnoliidaesensuChase & Reveal

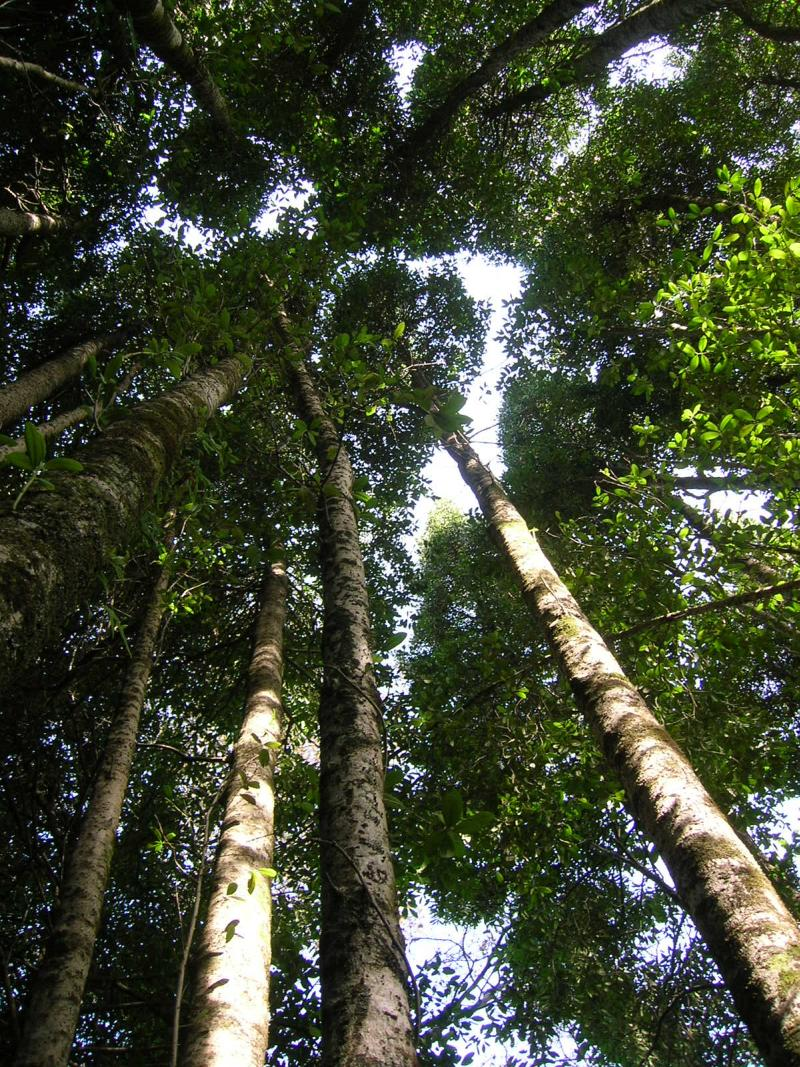
Bosque de queules (Laurales)

Para estos autores, Magnoliidae equivale a Angiospermae, considerándose parte de Equisetopsida sensu lato y se divide en unos 18 superórdenes. El superórden Magnolianae equivale a las magnólidas de APG.

## MagnoliidaesensuDahlgren / Thorne
En el Sistema Dahlgren et al. 1985 y en el Sistema de Thorne, Magnoliidae equivale al grupo parafilético Dicotyledoneae.

## Tabla comparativa

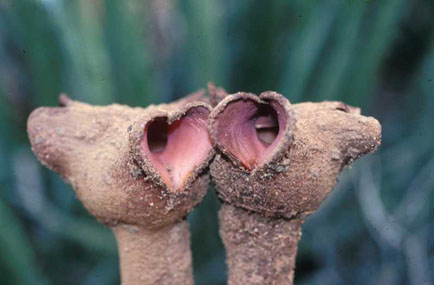
Flores de Hydnora (Piperales parásita)

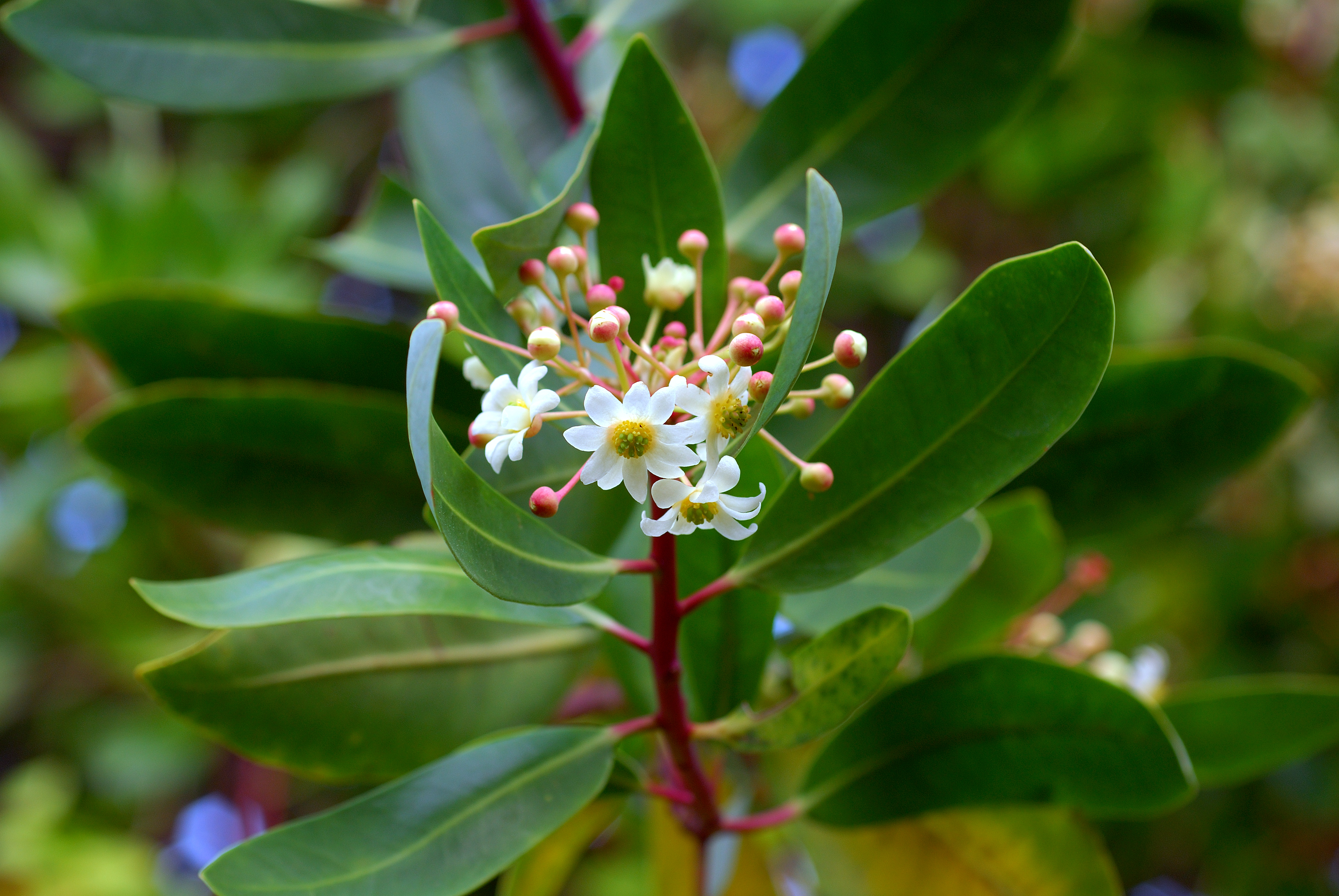
Canelo mapuche en Tierra del Fuego

| APG II 2003 magnoliids       | Takhtajan 1958 Cronquist 1981 Magnoliidae | Dahlgren 1980 Magnolianae | Sistema Thorne (1992) Magnolianae | Sistemas Thorne (2000) Magnolianae |
| ---------------------------- | ----------------------------------------- | ------------------------- | --------------------------------- | ---------------------------------- |
| Laurales                     | Laurales                                  | Laurales                  | Magnoliales                       | Magnoliales                        |
| Magnoliales                  | Magnoliales                               | Magnoliales               | Magnoliales                       | Magnoliales                        |
| Magnoliales                  | Magnoliales                               | Annonales                 | Magnoliales                       | Magnoliales                        |
| Canellales                   | Magnoliales                               | Winterales                | Magnoliales                       | Magnoliales                        |
| Piperales                    | Magnoliales                               | Lactoridales              | Magnoliales                       | Magnoliales                        |
| Piperales                    | Aristolochiales                           | Aristolochiales           | Magnoliales                       | Magnoliales                        |
| Piperales                    | Piperales                                 | Piperales en Nymphaeanae  | Magnoliales                       | Magnoliales                        |
| clados basales o reasignados | Piperales                                 | Chloranthales             | Magnoliales                       | Magnoliales                        |
| clados basales o reasignados | Illiciales                                | Illiciales                | Magnoliales                       | Magnoliales                        |
| clados basales o reasignados | en Rosidae                                | Rafflesiales              | en Rafflesianae                   | en Rafflesianae                    |
| clados basales o reasignados | Nymphaeales                               | en Nymphaeanae            | en Nymphaeanae                    | en Nymphaeanae                     |
| clados basales o reasignados | Nymphaeales                               | en Nymphaeanae            | Ceratophyllales                   | en Ranunculidae                    |
| reagrupados como eudicotas   | Nymphaeales                               | Nelumbonales              | Nelumbonales                      | en Ranunculidae                    |
| reagrupados como eudicotas   | Ranunculales                              | en Ranunculanae           | Berberidales                      | en Ranunculidae                    |
| reagrupados como eudicotas   | Papaverales                               | en Ranunculanae           | Berberidales                      | en Ranunculidae                    |
| reagrupados como eudicotas   | en Dilleniidae                            | en Theanae                | Paeoniales                        | en Ranunculidae                    |